# Sedlo pod Okrúhlicou
Sedlo pod Okrúhlicou (ok. 1085 m) – płytka przełęcz w paśmie Gór Kisuckich w północnej Słowacji.
Znajduje się we wschodniej części Gór Kisuckich, pomiędzy szczytem Okrúhlica (1165 m), a szczytem o nazwie Nad Jelšinami (1090 m). Z północnych stoków przełęczy spływa niewielki potok Príslopec, będący dopływem Białej Orawy, z południowo-wschodnich jeden z dopływów Zázrivki.
Rejon przełęczy porasta las. Prowadzi przez nią znakowany niebiesko szlak turystyczny. Powyżej przełęczy, na zboczach Okrúhlicy dołącza do niego zielony szlak z osady Jasenovská należącej do miejscowości Orawska Leśna. Skrzyżowanie tych szlaków nosi nazwę Pod Okrúhlicou.

## Szlak turystyczny
odcinek: Sedlo Kubínska hoľa – Vasiľovská hoľa – Minčol (1139 m) – Bzinská hoľa – Príslopec – Paráčsky Minčol – Paráč – Sedlo pod Okrúhlicou – Okrúhlica – Javorinka – Okrúhlica (1076 m) – Kýčerka – Kováčka – Zázvorovci – Vojenné – Pod Vojenným – Káčerovci – Pod Mravečníkom – Mravečník – Terchová
  Jasenovská – Beskyd – Pod Okrúhlicou.